# Pismo ogamiczne

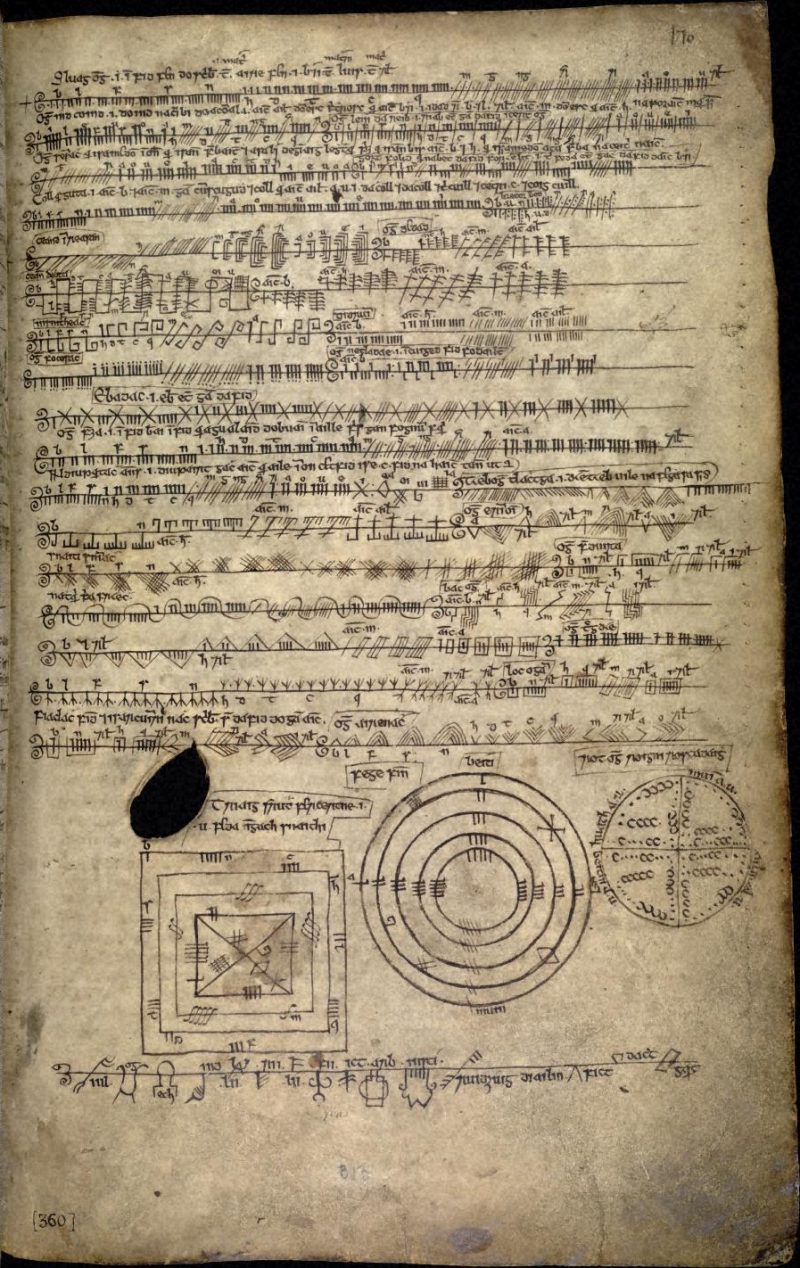
Fol. 170r Księgi z Ballymote (1390) z objaśnieniami pisma ogamicznego

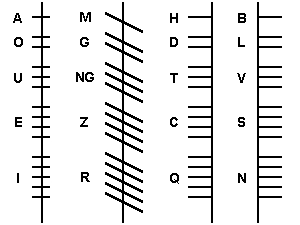
Litery pisma ogamicznego

Pismo ogamiczne – pismo alfabetyczne używane do zapisu języków celtyckich. W językach celtyckich i po angielsku pismo nazywa się ogham.
Wynalezienie tego pisma przypisywano Ogmie.
Pismo ogamiczne ma postać kresek, umieszczonych prostopadle lub skośnie na jednej osi. Ogamy podzielone były na cztery grupy zwane aicme, zawierające po pięć znaków każda. Trzy pierwsze aicme zawierały spółgłoski, a ostatnia aicme zawierała wszystkie samogłoski. Inskrypcje na grobach, stelach i kamieniach pisane były pionowo (oś pisma położona pionowo, z prostopadłymi kreskami) i czytane z dołu do góry. Natomiast pismo ogamiczne w manuskryptach zapisywano tak, że oś pisma była położona poziomo – wtedy czytano znaki od prawej do lewej.
Inskrypcje nagrobne zapisane pismem ogamicznym z IV-VIII wieku odnaleziono na terenie Irlandii, Walii, Szkocji i wyspie Man.

## Pochodzenie
Najwcześniejsze inskrypcje ogamiczne datuje się na około IV wiek n.e., chociaż niektórzy badacze języka twierdzą, że istnieją fonologiczne dowody na użycie tego pisma już w I wieku n.e. Uważa się, że alfabet ogamiczny był wzorowany na innym piśmie. Pod uwagę bierze się między innymi alfabet łaciński, grecki lub runiczny. Wpływ języka łacińskiego wydaje się najbardziej prawdopodobny z powodu jego powszechnego użycia w IV wieku na terenie Brytanii. Z drugiej strony, wywodzenie się ogamów z runów tłumaczyłoby obecność liter „h” i „z”, nieużywanych w języku irlandzkim, a także nieistniejących w piśmie łacińskim czy greckim sylabotwórczych i spółgłoskowych odmian „u” i „w”.
Do dziś zachowały się jedynie inskrypcje ogamiczne w kamieniu, ale napisy przy użyciu ogamów ryte były najprawdopodobniej przeważnie na drzewach czy gałęziach. Ogamami najczęściej zapisywano imiona, używane więc były do oznaczenia własności, granic posiadanej ziemi czy miejsca pochówku.

## Teorie na temat przyczyn powstania
Wyróżnia się dwie główne koncepcje podające przyczynę powstania pisma ogamicznego. Jedna ze szkół badaczy, do której należą Carney i MacNeill twierdzi, że pismo ogamiczne miało pełnić funkcję szyfru, niezrozumiałego dla posługujących się pismem łacińskim. Teoria zakłada, że alfabet ogamiczny sporządzony został przez irlandzkich uczonych lub druidów w okresie groźby inwazji Imperium Rzymskiego, w celach politycznych, militarnych lub religijnych, i umożliwiał porozumiewanie się w tajemnicy przed władzami Brytanii. Również w późniejszym okresie, kiedy to ludy zamieszkujące Irlandię najeżdżały zachodnie ziemie Brytanii, pismo ogamiczne umożliwiało szyfrowanie wiadomości. Wątpliwości co do tej teorii budzi fakt, że na terenie Walii znajdowały się zapisy w obu pismach: ogamicznym i łacińskim, co umożliwiało łatwe rozszyfrowanie wiadomości zapisanych przy użyciu pisma ogamicznego.
Koncepcja drugiej szkoły badaczy, w tym McManusa, zakłada, że pismo ogamiczne zostało stworzone przez pierwszą społeczność chrześcijańską w Irlandii jako narzędzie do zapisywania krótkich wiadomości i inskrypcji w języku irlandzkim, który ciężko było transkrybować na pismo łacińskie. McManus za potencjalnych twórców pisma ogamicznego uważa społeczność chrześcijańską, której istnienie w Irlandii koło roku 400 n.e. potwierdza misja biskupa Palladiusza w 431 roku.
Niektórzy badacze przypuszczają, że alfabet ogamiczny powstał z niewyjaśnionych przyczyn w IV wieku wśród irlandzkich osadników w zachodniej Walii po wejściu przez nich w kontakt z Brytami. Faktycznie niektóre znalezione w Walii napisy ogamiczne w kamieniu są zapisane w dwóch wersjach językowych: irlandzkiej i łacińskiej.
Istnieje również teoria R.A.S. Macalistera, niegdyś uznanego badacza pisma ogamicznego, zgodnie z którą ogamy miały zostać stworzone na terenie Galii Przedalpejskiej około 600 lat p.n.e. przez galijskich druidów jako zakodowany system znaków w formie gestów. Naukowcy odrzucili tę teorię po wynikach szczegółowych badań nad pismem, które jednoznacznie wskazują, że pismo ogamiczne powstało na użytek języka irlandzkiego we wczesnych wiekach naszej ery.
Teoria Macalistera opierała się na podobieństwie między pięcioma palcami u dłoni do alfabetu ogamicznego podzielonego na cztery grupy po pięć ogamów w każdej, zbudowanych z od jednej do pięciu kresek. Obecnie za R. Thurneysenem i J. Vendryès uważa się, że sposób zapisu ogamów może wywodzić się z systemu obliczeniowego używanego w ówczesnych czasach.